# Země (film, 2007)
Země je celovečerní film navazující na televizní cyklus BBC Planeta Země. Děj sleduje osudy několika zvířecích rodin, které se potýkají s nástrahami změn klimatu způsobenými člověkem.

## Příběh
V průběhu roku, Země provede diváka po cestě ze severního pólu na jižní, kde postupně odkrývá, jak rostliny a zvířata reagují na měnící se roční období a sílu Slunce. Film se zaměřuje zvláště na tři ohrožené druhy – ledního medvěda, slona afrického a keporaka.
Film začíná pohledem na probuzení samice polárního medvěda po dlouhé polární noci jak vyvádí svá mláďata ze svého doupěte. Potřebuje potravu stejně tak jako její mláďata, a tak se vydává na lov na zamrzlé moře. Kvůli globálnímu oteplování však ledy tají mnohem dříve. Samice se nakonec s mláďaty dostane zpět na pevnou zem, ale samec je uvězněn na otevřeném moři. Vyčerpán nakonec doplave na ostrov plný mrožů, pokusí se na ně zaútočit, avšak utrží zranění, kterým nakonec podléhá.
Příběh slonů afrických je filmován převážně za vzduchu a popisuje putování po staré stezce za vodou po poušti Kalahari. Je zrovna období sucha a všechna zvířata trpí žízní. O malou oázu se tedy sloni musí dělit se lvy, kteří noci využijí svého zraku, aby zaútočili na sloní stádo. Slonům se nakonec podaří dorazit do delty řeky Okavango která je sezónními záplavami přeměněna na překrásnou rozkvétající zahradu.
Samice keporkaka se svým mládětem je natočena převážně podvodní kamerou v mělkých mořích subtropů. Jelikož v těchto místech není nic k jídlu, musí se svým potomkem cestovat 6 400 km na jih k Antarktidě do studených, na potravu bohatých, moří. Jedná se o nejdelší cestu za potravou mezi všemi zvířaty. Na svém putování potkávají bílého žraloka nebo delfíny.
Příběhy těchto jednotlivých rodin jsou protkány spoustou dalších doprovodných scén. Kachnička mandarínská se svými potomky, kteří se učí létat, gepard lovící gazelu a další.
Zpomalené scény nebo naopak fotografie seřazené do prezentace ukazují změny počasí v průběhu ročních období, tvoření oblačnosti a rozkvétání rostlin.